# Jailton de Oliveira Lino
Dom Jailton de Oliveira Lino, PSDP (Feira de Santana, 28 de janeiro de 1965) é um bispo brasileiro, da Igreja Católica Romana e atualmente é bispo da Diocese de Itabuna.

## Biografia
Ingressou na Congregação dos Pobres Servos da Divina Providência em 1980 em Porto Alegre. Fez sua primeira profissão religiosa em 1 de janeiro no Santuário Apostólico de Farroupilha.
Foi ordenado sacerdote em 17 de dezembro de 1988 em Feira de Santana, na Bahia. Formado em Filosofia e Teologia pela Pontifícia Universidade Católica do Rio Grande do Sul, e em Psicologia pela Unisinos. Ele tem também pós-graduação em Psicopedagogia do Acompanhamento de Jovens e Adolescentes e MBA em Gestão Hospitalar.
Exerceu, em boa parte da sua vida, atividades no setor de Formação da Congregação Pobres Servos da Divina Providência, sendo formador nas diversas etapas, Aspirantado e Postulado. Foi Mestre dos Noviços de 2006 a 2008, e, no setor de Gestão, acompanhando diretamente as atividades da Delegação. Exerceu o cargo de vice provincial de 2003 a 2008 e foi Delegado Provincial de 2008 a 2014. Atualmente, exercia o cargo de Ecônomo e Conselheiro da Delegação Nossa Senhora Aparecida.
Foi nomeado como Bispo da Diocese de Teixeira de Freitas-Caravelas em 15 de novembro de 2017 pelo Papa Francisco. Ele escolheu o Santuário de Caravaggio como cenário da ordenação por motivação pessoal, já que tem uma ligação forte com o Santuário e com a Serra Gaúcha.
Tomou posse como 4º Bispo da Diocese de Teixeira de Freitas-Caravelas aos nove dias do mês de Fevereiro do ano de dois mil e dezoito (2018), às 19:00 (dezenove) horas, na Catedral de São Pedro na cidade de Teixeira de Freitas, do Estado da Bahia.

Em 30 de outubro de 2024 foi nomeado pelo Papa Francisco, como administrador apostólico da Diocese de Itabuna.  Em 25 de fevereiro de 2025, a Nunciatura Apostólica no Brasil comunicou a decisão do Papa Francisco em nomear dom Jailton como bispo da vacante diocese de Itabuna, na Bahia, transferindo-o da sede episcopal de Teixeiras de Freitas/Caravelas, na Bahia. A posse canônica como novo bispo da Diocese de Itabuna ocorreu em 5 de abril.